# Jean Taubenhaus

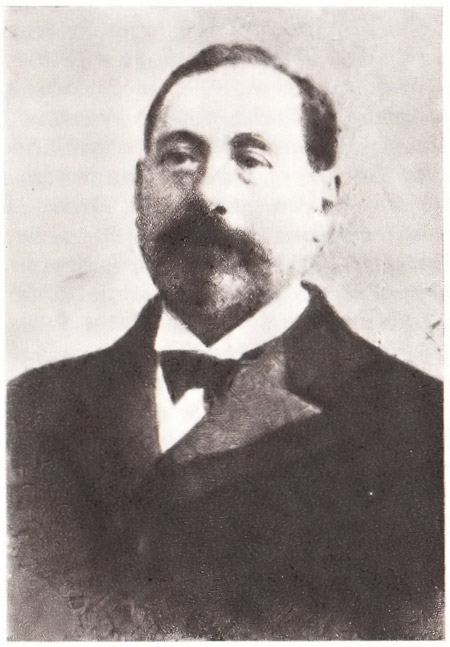
Jean Taubenhaus

Jean Taubenhaus, auch Jan Taubenhaus (* 24. November 1849 in Warschau geboren als Jacob Taubenhaus; † 14. September 1919 in Paris), war ein in Polen geborener französischer Schachmeister.

## Leben und Schachkarriere
Taubenhaus war Ende der 1870er Jahre ein führender Warschauer Schachspieler. 1880 ließ er sich in Paris nieder. Beim 4. Internationalen Kongress des Deutschen Schachbundes (DSB) im Juli 1885 in Hamburg belegte er den 14. Platz. Sein größter Erfolg war das Londoner Turnier 1886, bei dem er in starker Londoner Konkurrenz gemeinsam mit Isidor Gunsberg den 3. und 4. Platz belegte, hinter Joseph Henry Blackburne und Amos Burn. Dabei blieb er aber vor James Mason, Samuel Lipschütz, George Henry Mackenzie, Johannes Hermann Zukertort und anderen. Beim darauf folgenden Turnier in Nottingham belegte er Platz 6. Er errang bedeutende Siege über Blackburne, den unangefochtenen Spitzenreiter des englischen Schachs, und Gunsberg, Steinitz’ Gegner im späteren Kampf um die Weltmeisterschaft. 1887 belegte Taubenhaus in Frankfurt beim 5. DSB-Kongress den 19. Platz. 1888 belegte er in Bradford den 8. Platz. 1889 belegte er in New York beim 6. US-Kongress den 12. bis 13. Platz und 1890 in Manchester (6. BCA-Kongress) den 10. Platz.
Taubenhaus lebte in Paris und gab Schach-Unterricht im Café de la Régence, wo er täglich spielte. 1890 belegte er im Café den 2. Platz hinter Alphonse Goetz. 1892 belegte er im Café den 9. Platz. Von 1893 bis 1895 hielt er sich in Amerika auf. Im Oktober 1893 belegte er in New York den 8. Platz. Anschließend spielte er in Argentinien und Kuba. 1899 nahm er am Wettbewerb in Warschau teil.
Im Jahre 1901 belegte er in Paris im Vierkampf den 3. Platz hinter Stanislaus Sittenfeld und Adolf Albin und im Folgejahr den 2. Platz hinter Dawid Janowski. 1902 teilte er sich in Paris den 1. Platz mit Janowski. 1903 belegte er in Monte Carlo den 10. und 11. Platz. 1905 belegte er in Ostende den 14. Platz. 1905 gewann er in Paris. 1906 belegte er in Ostende den 7. Platz. 1913/14 belegte er in Sankt Petersburg den 14. Platz.
Taubenhaus bestritt mehrere Zweikämpfe. Er spielte unentschieden gegen Sittenfeld (Paris, 1891); er verlor gegen Siegbert Tarrasch (Nürnberg 1891, 1892), Jacques Mieses (Glasgow, 1895), Janowski (Paris 1903, 1905), Miguel Angel Gelly (Buenos Aires, 1907), Walter Romain Lovegrove (Paris, 1912); er gewann aber gegen Andrés Clemente Vázquez (Havanna 1894/95), Adolf Albin (Paris, 1901), Benito Villegas (Buenos Aires, 1907) und Richard Teichmann (Paris, 1911).
Seine höchste historische Elo-Zahl erreichte er mit 2597 im August 1886. Damit lag er auf Platz 14 in der nachträglich berechneten Weltrangliste. 
Taubenhaus ist der Autor von Traité du Jeu d’Échecs, erschienen 1910.
Taubenhaus war einer der Hauptbediener des ferngesteuerten Schachautomaten „Mephisto“. Mephisto war der dritte Automat dieser Art und wurde von Charles Godfrey Gümpel gebaut. Er hatte im Gegensatz zu seinen Vorgängern „Schachtürke“ und „Ajeeb“ keinen versteckten Bediener, sondern funktionierte elektromechanisch. Gumpel benötigte einige Jahre für den Bau, und der Automat wurde erstmals 1876 in seinem Haus am Leicester Square in London gezeigt. Es war der erste Automat, der ein Schachturnier gewann, als er 1878 bei der Counties Chess Association in London angemeldet wurde. Mephisto wurde hauptsächlich von Isidor Gunsberg bedient. Er wurde zehn Jahre lang regelmäßig gezeigt und hatte zeitweise einen eigenen Verein in Großbritannien. Als Mephisto 1889 auf der Pariser Weltausstellung gezeigt wurde, wurde er von Taubenhaus bedient. Nach 1889 wurde er abgebaut, und sein späterer Verbleib ist unbekannt.